# Trypanofobie

Injekční jehla pod mikroskopem

Trypanofobie (ze starořeckých slov trypano – nebozez nebo vrtat, fobos – strach) je chorobný strach z injekčních stříkaček a jehel, přičemž může představovat závažné zdravotní riziko, neboť některé osoby trpící touto fobií se mohou lékařské péči záměrně vyhýbat a odmítat ji, nicméně dnes již existují možnosti, jak takovým pacientům zákrok „zpříjemnit“ — například před venepunkcí nebo jiným zákrokem mohou zdravotníci pacientům na místo vpichu aplikovat zahřívací anestetickou náplast obsahující směs lidokainu a tetrakainu, což vede k znecitlivění pokožky.
Podle různých odhadů tato fobie může postihovat 15-23 % dospělé světové populace. Je pozoruhodné, že ve státech, kde se používají jednorázové injekční stříkačky s tenkými jehlami, způsobující pacientovi menší bolest, je počet lidí trpících touto fobií menší. Takové jehly jsou využívány např. ve Spojených státech, kde trypanofobií trpí asi 10 % obyvatel. Naopak v postsovětském prostoru, kde se po dlouhou dobu používaly silnější kovové jehly v opakovaně použitelných injekčních stříkačkách, je strach z injekcí vyšší a pohybuje se kolem 20 %. To naznačuje, že tato fobie může úzce souviset s kvalitou lékařské péče v různých zemích.
Existuje blízký termín nazývající se belonefobie (ze starořečtiny belone – jehla, fobos – strach). Rozdíl mezi belonefobií a trypanofobií je ten, že belonefobie označuje patologický strach z jehel všeobecně, tedy nejen těch injekčních, ale např. šicích nebo i špendlíků. Taktéž může belonefobie označovat strach ze vstupu takového předmětu do tkáně.

## Příčiny
Strach z injekcí se obvykle utváří v dětství, přičemž děti se slabým prahem bolesti a zvýšenou vzrušivostí nervové soustavy jsou k rozvoji fobie náchylnější. Zároveň jsou k fobii náklonné i vnímavější děti s bohatou představivostí, nebo se zvýšenou úzkostí. U těchto dětí může být strach způsoben nejen jejich vlastními dojmy z injekcí, ale také fotografiemi, filmy, knihami nebo příběhy, které mohou v jedinci vyvolávat intenzivní pocity ohrožení. Paměť sice funguje tak, že nepotřebné informace, které člověk nepoužívá, vymaže, nicméně v podvědomí zůstane jasné spojení mezi injekcí a něčím ohrožujícím či nepříjemným. S tímto někdy souvisí i chování samotných rodičů, kteří své děti vědomě či nevědomě „zastrašují“. Příkladem může být, když jejich dítě odmítá dojíst jídlo nebo chodí přes kaluže a rodiče potom dítěti poví, že v důsledku nevhodného chování onemocní a budou s ním muset jít do nemocnice na injekci. Jiní rodiče zase zcela záměrně svým dětem vyhrožují, tj. např. „Když nebudeš poslouchat, zavolám lékaře a ten ti píchne injekci.“ To znamená, že rodiče vytvářejí u dítěte fobii před lékaři a lékařskými zákroky. Děti jsou na svých rodičích závislé a zpravidla jsou ovlivnitelnější než dospělí jedinci, tudíž taková prohlášení v nich mohou podnítit strach, který je bude doprovázet po zbytek jeho života.
Příčiny mohou spočívat i ve špatné zkušenosti, např. neúspěšná injekce, komplikace, hrubost zdravotnického personálu nebo silné jehly. V tomto případě už jen samotná představa injekční stříkačky přímo souvisí s bolestí a neexistuje žádná jiná asociace. Strach z bolesti je obecně obranný mechanismus, avšak u trypanofobů nabývá zcela abnormálních rozměrů.

## Obavy trypanofobů

#### Propíchnutí tkáně
Okamžik propíchnutí je pro trypanofoby obzvlášť děsivý, protože již před zákrokem je provází obavy, že jehla bude tupá a způsobí jim nadměrnou bolest. V ideálním případě by každé zdravotnické zařízení mělo být vybaveno injekčními stříkačkami a jehlami od renomovaných výrobců, kteří vyrábějí výrobky špičkové kvality, nicméně v praxi to však zdaleka není ve všech zemích světa možné.

#### Vzduch v injekční stříkačce
Trypanofobové mají taktéž obavy z přítomnosti vzduchových bublin v injekčních stříkačkách, konkrétně z toho, že se vzduch dostane do tkání a způsobí vážné zdravotní komplikace nebo dokonce okamžitou smrt, avšak pronikání vzduchu je nebezpečné pouze, pokud proniká do oběhové soustavy, a to v obrovsky nekontrolovatelném množství. Jakmile se vzduchová bublina dostane do svalu, okamžitě se rozpustí v krvi, přičemž nedochází k žádnému ohrožení zdraví ani života. To znamená, že subkutánní a nitrosvalové injekce nejsou vůbec nebezpečné. Injekci do žíly (tj. intravenózní injekce) provádějí pouze profesionální lékaři nebo diplomovaní specialisté.

#### Tvorba hematomu
Strach, že při nesprávném zavedení injekční stříkačky se v místě nepřesného vpichu vytvoří hematom. U hematomu jsou však vážné zdravotní následky vysoce nepravděpodobné.

#### Sterilizace nástrojů
Obavy ohledně nedodržování sterility, která by mohla pacientovi způsobit zánět a vyvine se do abscesu, který bude vyžadovat chirurgický zákrok. Zde taktéž patří strach z přenosu nemocí jako AIDS, hepatitida a podobně.

#### Zlomení jehly
Úzkosti z obav, že se jehla může zlomit a zůstat v těle, nebo ještě hůře — dosáhne kosti a poškodí ji. Je však důležité si uvědomit, že injekce se obvykle provádí v konkrétních částech lidského těla, které nebyly vybrány náhodou; právě v těchto místech je vyloučen kontakt s kostí během zákroku. Nicméně nekvalitní jehla se může opravdu zlomit. Proto je důležité docházet pouze k důvěryhodným lékařům na osvědčené klinice, kde se objednávají výhradně vysoce kvalitní jehly i stříkačky.

## Projevy
Během zákroku se trypanofobovi může zrychlit puls, což ztěžuje jeho dýchání, které je přerušované a mělké. Obvykle pacienta doprovází pocení a může začít zvracet, být mu malátně, taktéž v některých případech dochází k omdlení a ztrátě vědomí. Symptomatický obraz je v mnoha ohledech individuální a závisí nejen na závažnosti fobie, ale také na charakteru a temperamentu dané osoby. Po záchvatu paniky se pacienti s trypanofobií cítí emocionálně vyčerpaní, unavení a stydí se. Jsou kritičtí sami k sobě, jsou si plně vědomi absurdnosti situace, ale nemohou udělat nic pro to, aby se panická ataka v budoucnu neopakovala. Mozek totiž tyto procesy spouští sám a jsou tedy většinou nekontrolovatelné.
Některým jedincům se může udělat malátně jen při zmínce o zákroku.

## Léčba
Pokud se postižená osoba nedokážete vyrovnat s trypanofobií sama, měla by kontaktovat odborníka — psychologa nebo jiné věrohodné terapeuty, kteří používají následující psychoterapeutické techniky:
- Hypnoterapie
- Kognitivně-behaviorální terapie
- Expoziční terapie; pod dohledem odborníka se klient postupně „seznamuje“ s předmětem strachu a konfrontuje ho, a to od malého k velkému. Ze začátku si například jen vezme injekční stříkačku do ruky a podívá se, jak se injekce podává.